# 川勝広峯
川勝 広峯（かわかつ ひろみね）は、江戸時代中期の旗本。広恒流川勝家の6代当主。

## 生涯
寛延2年（1749年）、川勝隆盛の三男として江戸に生まれ、後に実兄である川勝広豊の末期養子となった。明和6年（1769年）6月6日、広豊の死去により家督（武蔵・下総・常陸内550石）を継ぎ、同年12月22日に初めて将軍徳川家治に拝謁した。
明和7年（1770年）3月4日、江戸城西の丸の書院番となった。安永元年（1772年）9月22日、職を辞し、寛政6年（1794年）4月24日に隠居した。
寛政7年（1795年）3月6日、47歳で没した。家督は養子の広土が継いだ。